# Гарнер, Алан
Алан Гарнер (англ. Alan Garner род. 17 октября 1934) — английский писатель, известный прежде всего своими фэнтезийными романами для детей и пересказами традиционных английских народных сказок. Его творчество основано на пейзажах, истории и фольклоре его родного графства Чешир в Северо-Западной Англии. Книги написаны в этих местах с использованием чеширского диалекта.
Гарнер родился в семье рабочего в городе Конглтоне (графство Чешир) и вырос у соседней деревни Олдерли Эдж. Он провёл большую часть юности в лесистых местах, известных там как «Эдж», где у него появился интерес к местному фольклору. Окончив среднюю школу в Манчестере, а затем Оксфордский университет, в 1957 году он переехал в деревню Блэкден, где купил и отремонтировал позднесредневековое здание, известное как Тод Холл. Его первый роман «Волшебный камень Бризингамена» был опубликован в 1960 году. Этот фэнтезийный роман для всех, кому его интересно было бы прочитать, написанный в Олдерли Эдж, содержит элементы местного фольклора в своём сюжете и образах не главных персонажей. Позднее Гарнер написал продолжение «Луна в канун Гомрата» (1963), но и ещё одно — «Материал». Он создал ряд других фэнтезийных романов: «Элидор» (1965), «Совы на тарелках» (1967) «Красное Смещение» (1973), до того как было издано продолжение.
Несмотря на то, что ранние труды Гарнера часто помечаются как «детская литература», лично Гарнер отвергает такое описание: в интервью он сообщил, что «безусловно никогда не писал для детей» и что вместо этого писал для себя.
Нил Филип в своём критическом обзоре произведений Гарнера (1981) отметил, что до этого момента всё, что было от Алана Гарнера, было для детей, продолжая говорить, что, возможно, Гарнер — это тот случай, когда разделение на детскую литературу и взрослую бессмысленно, что его литература нравится читателям независимо от возраста.
«У меня есть целых четыре шкафа переписки с читателями, и спустя годы основная идея ясна и непоколебима. Читатели до восемнадцати лет читают написанное мною с большим увлечением, пониманием и ясностью восприятия, нежели взрослые. Взрослые увязают, утверждают что я сложен, своенравен… а иногда просто стремлюсь смутить. Это не я, я всего лишь стараюсь найти простую, просто рассказанную историю. Я не решал осознанно, что пишу для детей, но я как-то связан с ними…» Алан Гарнер, 1989.
Отойдя от фэнтези как от жанра, Гарнер выпустил «Каменную книгу» (1979), серию из четырёх коротких повестей, подробно описывающих один день из жизни четырёх поколений его семьи. Он также опубликовал серию переписанных им английских народных сказок в циклах «Золотые Сказки» (1980), «Книга британских сказок Алана Гарнера» (1984) и «Сумка лунного сияния» (1986). В своих последующих романах, «Strandloper» (1996) и «Thursbitch» (2003), он продолжал писать истории, вращающиеся вокруг Чешира, но без фэнтезийных элементов, характерных для его ранних работ.

## Биография

### Ранние годы: 1934—1956
«Я должен был вернуться [к семейным способам ведения дел], пользуясь навыками, которых были лишены мои предки; но я не владел ничем, что могло бы показаться им стоящим. Моим преимуществом был язык, языки. Так или иначе, мне нужно было этим воспользоваться. Писательство было моим ремеслом. Но о чём я знал достаточно, чтобы суметь об этом написать? Я знал землю.»
Гарнер родился в передней комнате дома своей бабушки в Конглтоне (графство Чешир), 17 октября 1934. Вырос он неподалёку, в Олдерли Эдже, зажиточной чеширской деревне, которая фактически стала пригородом Манчестера. Гарнер рос в «сельской рабочей семье», Его происхождение связано с Олдерли Эджем по крайней мере с XVI века, прослеживаясь от Алана по обратной хронологии к смерти Уильяма Гарнера в 1592 году. Семья Гарнеров передавала «истинную устную традицию», уча своих детей сказкам об Эдже, включая, например, историю о короле и его армии рыцарей, которые спят под Эджем, оберегаемые колдуном. А в середине XIX века прапрапрадедушка Алана Роберт Гарнер вырезал лицо бородатого колдуна на каменной скале рядом с источником, известным в местном фольклоре как Родник Колдуна. Живущие в этой сельской местности Роберт Гарнер и его родственники были искусными мастерами, которые с каждым последующим поколением старались «улучшить или сделать что-то отличное от предыдущих».
Дедушка Алана, Джозеф Гарнер, «умел читать, но не делал этого, и потому был практически безграмотным», но вместо этого рассказывал своему внуку разные сказки об Эдже. Как позднее заметил Алан, в итоге он «был осведомлён о магии [Эджа]» как ребёнок, который часто играл там со своими друзьями. История короля и колдуна, живущих под холмом, сыграла важную роль в жизни молодого Алана, «глубоко укоренившись в его психике» и сильно сказалась на его произведениях.
В детстве Гарнер столкнулся с несколькими болезнями, угрожавшими его жизни. Тем не менее, он пошёл в местную школу, где был вознаграждён за свой высокий интеллект, но наказан за родной чеширский акцент. В дальнейшем, он пошёл в среднюю школу в Манчестере, а затем стал изучать классические языки в Магдален-колледже Оксфордского университета. Гарнер стал первым членом семьи, получившим высшее образование. Он отметил, что это привело к исключению его из «культурного фона» и некоторому расколу между ним и родственниками, которые «не могли поладить со мной, и с которыми не мог поладить я».

### «Волшебный камень Бризингамена» и «Луна в канун Гомрата»: 1957—1964

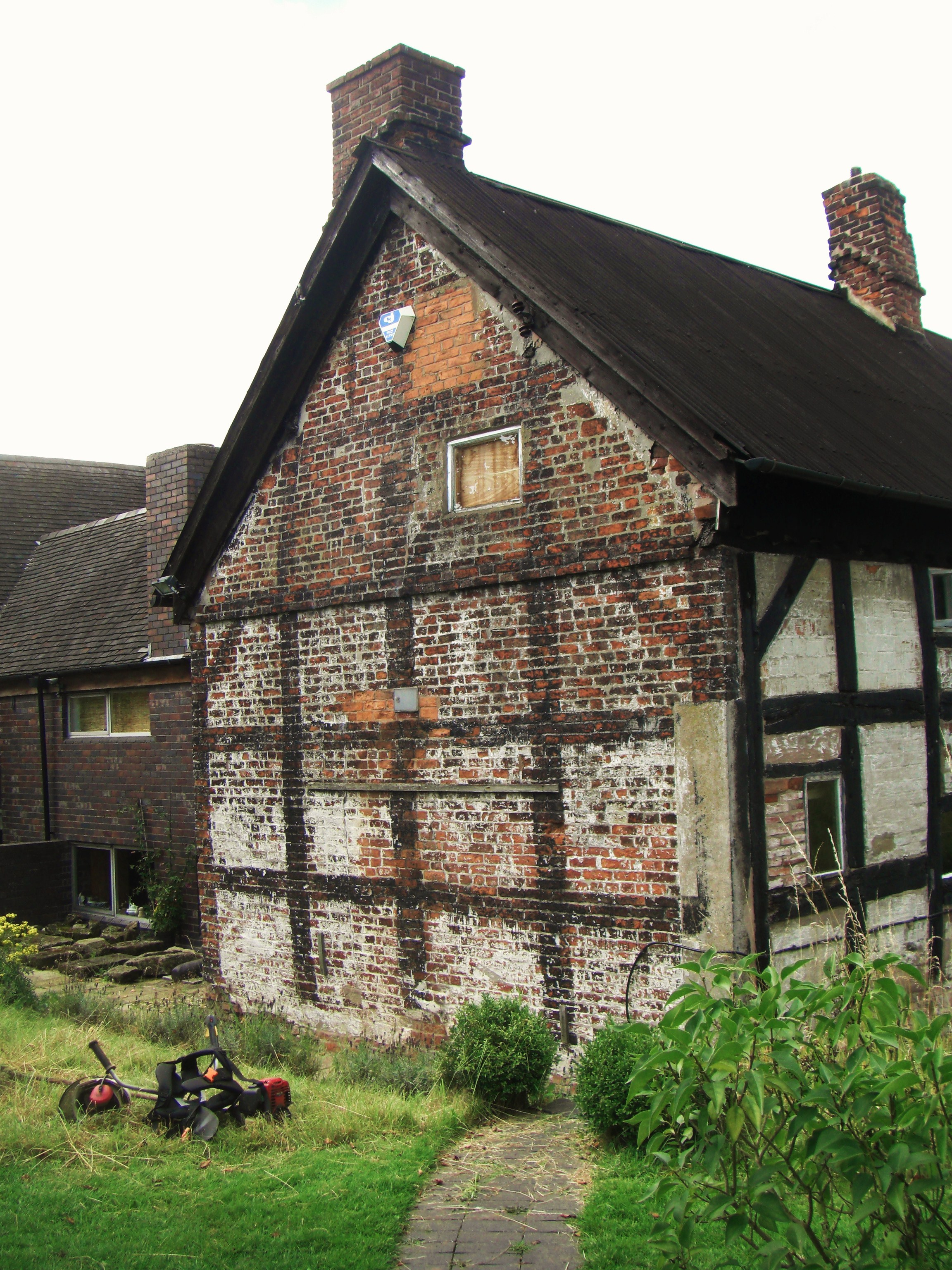
В 1957 Гарнер приобрёл Тод Хилл и начал его ремонтировать.

В 1957 Гарнер приобрёл Тод Холл, здание времён позднего средневековья, в Блэкдене, в семи милях от Олдерли Эджа. В конце XIX века Холл разделили на два коттеджа для сельскохозяйственных рабочих, но Гарнер получил оба за 670 фунтов стерлингов и приступил к преобразованию их обратно в цельный дом.
Именно в Тод Холле Гарнер начал писать свой первый роман, который должен был получить название «Волшебный камень Бризингамена: История Олдерли». Сложившись на Олдерли, она вращалась вокруг двух детей, Колина и Сьюзен, которых отправляют жить в округ к старой няне их матери Бесс и её мужу Гаутеру Моссоку. Настроившись на изучение Эджа, они обнаруживают злобное племя «сварт-альфаров», которые живут в разрушенных шахтах и собираются захватить их, пока волшебник Каделлин не спасает их и не выясняет, что силы тьмы подтягиваются к Эджу в поисках королевского «волшебного камня Бризингамена». Занятый творчеством, Гарнер одновременно попытался устроиться учителем, но вскоре сдался, полагая, что «не мог писать и преподавать; эти силы были слишком схожи». Поэтому в течение четырёх лет он был разнорабочим, оставаясь незанятым большую часть этого времени.
Гарнер отправил рукопись своего дебютного романа в издательскую компанию «Коллинз», где она была подхвачена главой компании, Уильямом Коллинзом, который находился в поиске новых фэнтези-романов после успеха «Властелина колец» Дж. Р.Р.Толкина. Гарнер, став впоследствии другом Коллинза, заметил, что «Билли Коллинз увидел заголовок с забавными словами и решил опубликовать это». Выпущенный в 1960, «Волшебный камень Бризингамена» оказался «оглушительным успехом… как у критиков, так и в коммерческом плане» и позже был описан как «трюк воображения, роман, показавший почти каждому последующему писателю, чего можно достичь с помощью романа, выпущенного якобы для детей».
«Когда я занялся литературной деятельностью, которая частично интеллектуальна по своей функции, но в первую очередь интуитивна и эмоциональна по своему исполнению, я обратился к тому, волнующему и сверхъестественному, что было во мне — это была легенда о Короле Артуре, Спящем под Холмом. Она стояла за всем, что мне пришлось бросить, чтобы осмыслить, что мне нужно было бросить. И поэтому первые две мои книги небогаты на описания — я был несколько нем в этой области, но наполнены образами и пейзажами, потому что пейзажи я унаследовал вместе с легендой».
Когда вышла первая книга Гарнера, он оставил свою рабочую должность и получил работу внештатного телерепортёра, живя «впроголодь» на «скудный» бюджет. Он также работал над продолжением «Волшебного камня Бризингамена», которое получило название «Луна в канун Гомрата».
«Луна в канун Гомрата» также вращается вокруг приключений Колина и Сьюзен, одержимой злобным существом по имени Броллачан, которое недавно проникло в мир. С помощью волшебника Каделлина Броллачана изгоняют, но душа Сьюзен тоже покидает её тело, отправляясь в другое измерение, ведя за собой Колина, ищущего путь, чтобы вернуть её.
В более позднем интервью в 1989 году Гарнер признался, что он оставил возможность для появления третьей книги о приключениях Колина и Сьюзен, задумав трилогию, но намеренно принял решение не писать её, а вместо этого двигаться дальше, чтобы написать что-то другое. Тем не менее, «Boneland», завершение цикла, всё же было написано и опубликовано в августе 2012 года.

### «Элидор», «Совы на тарелках» и «Красное Смещение»: 1964—1973
В «Элидоре», место действия которого — современный Манчестер, речь идёт о четверых детях, которые попали в викторианскую церковь и нашли там портал в волшебную страну Элидор. Там Король Мэлиброн поручает им помочь спасти четыре сокровища, похищенные силами зла, которые пытаются взять Элидор под свой контроль. Успешно исполнив это, дети возвращаются домой в Манчестер, но злые силы преследуют их, чтобы украсть победу.
Действие «Сов на тарелках» происходит в Уэльсе и основывается на сюжете из средневекового валлийского эпоса «Мабиногион».

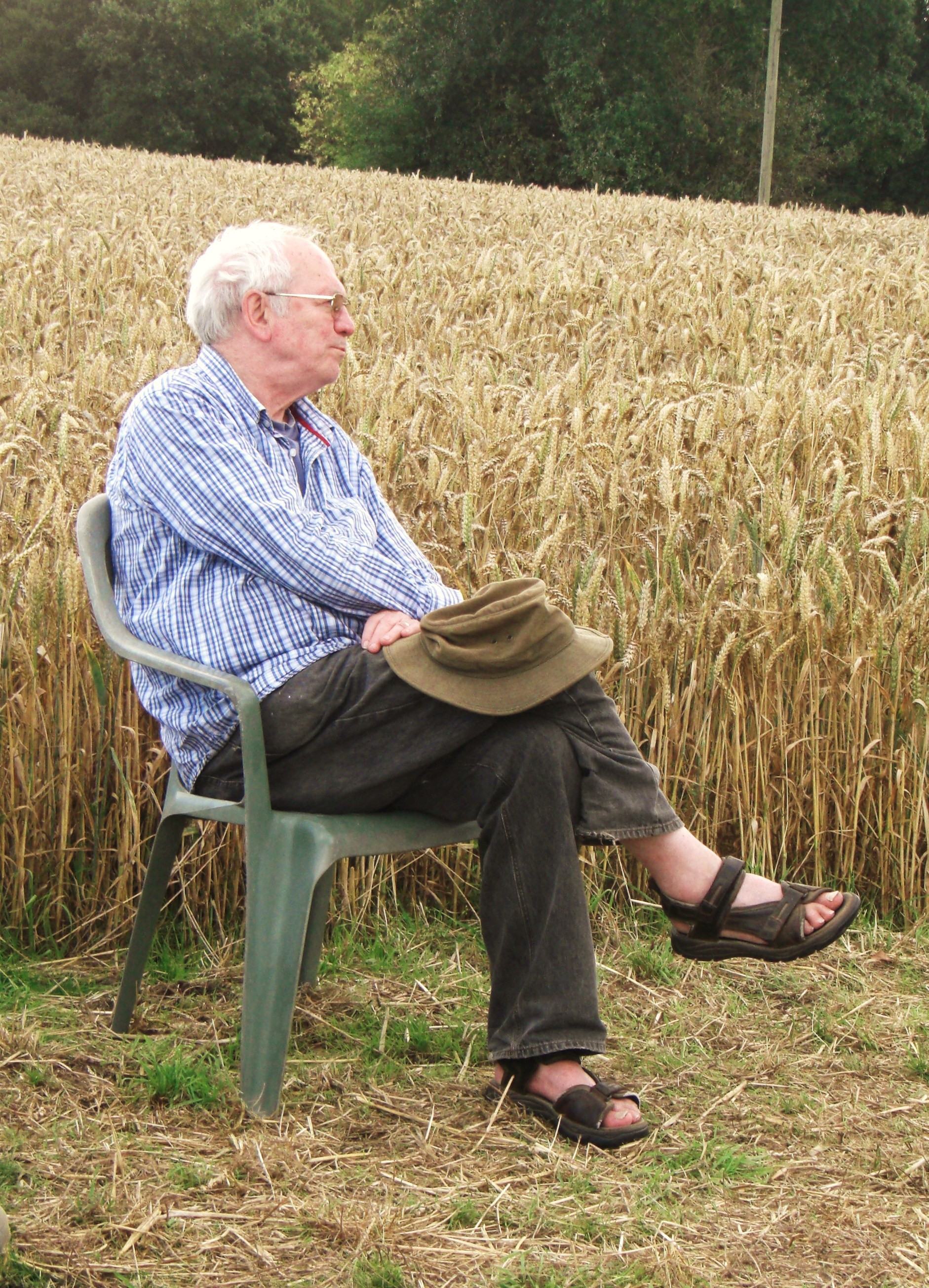
Гарнер у себя дома в Блэкдене, 2011

### Цикл «Каменная Книга» и коллекции сказок: 1974—1994
Цикл «Каменная Книга» (1976—1978) поэтичен по своему стилю и влиянию. Гарнер обращает особое внимание на язык и стремится воспроизвести модуляции чеширского диалекта английского языка. Он объясняет это чувством ярости, испытанным во время чтения поэмы «Сэр Гавейн и Зелёный Рыцарь»: его отец не нуждался бы в сносках. Этот и другие аспекты его трудов стали объектом детального анализа Нила Филипса в работе «Прекрасная Ярость: Критическое введение в творчество Алана Гарнера» (издательство «Коллинз», 1981).
В интервью 1989 года Гарнер заметил, что несмотря на то, что написание «Каменной Книги» было «изнурительным», она стала «самым стоящим из всего, что он написал к тому времени».

### «Strandloper», «Thursbitch» and «Boneland»: 1995-настоящее время
В 1996 году увидел свет роман Гарнера «Strandloper».
Его собрание эссе и публичных выступлений, «Голос, что грохочет», содержит много автобиографического материала (включая отчёт о его жизни с биполярным расстройством), так и критические размышления о фольклоре и языке, литературе и образовании, природе мифа и времени.
Следующий роман Гарнера, «Thursbitch», вышел в 2003 году.
Последний роман Гарнера, «Boneland», изданный в августе 2012, завершает трилогию, начатую более пятидесяти лет назад с «Волшебного камня Бризингамена».

## Литературный стиль
«У меня есть целых четыре шкафа переписки с читателями, и спустя годы основная идея ясна и непоколебима. Читатели до восемнадцати лет читают написанное мною с бо́льшим увлечением, пониманием и ясностью восприятия, чем взрослые. Взрослые увязают, утверждают, что я сложен, своенравен и мракобес, а иногда просто пытаются смутить. Это не я; я всего лишь пытаюсь найти простую, просто рассказанную историю… Я не решал осознанно, что пишу для детей, но я как-то связан с ними. Думаю, это относится к моей психопатологии, но я недостаточно компетентен, чтобы это определить».
Несмотря на то, что ранние работы Гарнера часто помечаются как «детская литература», лично Гарнер отвергает такое описание: в одном из интервью он сообщил, что «безусловно, никогда не писал для детей» и что вместо этого он всегда писал исключительно для себя. Нил Филип в своём критическом обзоре творчества Гарнера (1981) отметил, что до этого момента «всё, что выпустил Алан Гарнер, было выпущено для детей», но несмотря на это продолжал говорить о том, что «возможно, у Гарнера был тот случай, когда разделение на детскую и взрослую литературу бессмысленно», и о том, что его литература «нравится типу людей, независимо от их возраста».
Английский писатель и академик Чарльз Батлер отмечал, что Гарнер был внимателен к «геологической, археологической и культурной истории в своём художественном оформлении и объединял своё повествование с физической действительностью за гранью страницы». Интересно, что Гарнер включил карты Олдерли Эджа в «Волшебный камень Бризингамена» и «Луну в канун Гомрата». Гарнер тратил много времени на изучение мест, с которыми он имел дело в своих книгах; в своей статье для «The Times Literary Supplement» в 1968 Гарнер отметил, что в подготовке к написанию «Элидора»:
Мне пришлось читать много учебников по физике, о кельтской символике, единорогах, средневековых водяных знаках, мегалитической археологии; изучить труды Юнга; освежить Платона; посетить Эйвбери, Силбери-Хилл и Собор Св. Михаила в Ковентри; провести много времени с рабочими группами по сносу участков трущоб; а также слушать целый «Военный Реквием» Бриттена почти каждый день.

## Признание и наследие

### Награды
- 1967 — медаль Карнеги